# イチ・タウィ
イチ・タウィ(英語：Itjtawy、エジプト語での全文：Amenemhat-itj-tawy、意味：アメンエムハト、2つの土地の支配者)は、古代エジプト第12王朝（紀元前1991年頃 - 紀元前1782年頃）の初代ファラオであるアメンエムハト1世によって建設された王都である。イチタウイとも表現される。
放棄された後、正確な場所は未だ不明だが、所在の候補地は技術の発展で見つかっている。

## 名称
ヒエログリフでの、正式名称と後に短く改名された名前。
正式名称
| M17 | Y5 · N35 | G17 | F4 · X1 | V15 | N16 · N16 | X1 · O49 |
ỉmn-m-ḥ3t ỉṯỉ t3wy（英：Amenemhat-ity-tawy）
改名後
| V15 · t | A24 | N17 · N17 · N23 · N23 | O49 |

ỉṯỉ t3wy（英：ity-tawy）